# Franz Stigler

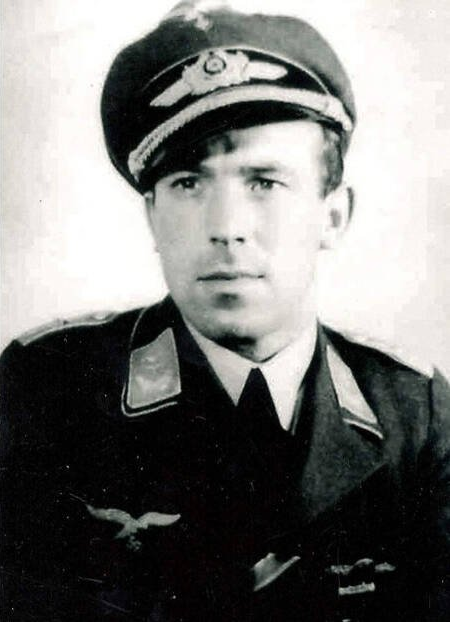
Franz Stigler, zwischen 1940 und 1945

Ludwig Franz Stigler (* 21. August 1915 in Regensburg; † 22. März 2008 in Vancouver) war ein deutscher Jagdflieger (zuletzt im Rang eines Oberleutnants), der als Fliegerass im Zweiten Weltkrieg bekannt wurde. Er erlangte Bekanntheit für seine Rolle bei der Begegnung mit Charles Brown im Dezember 1943, bei der er die Besatzung einer schwer beschädigten, feindlichen Boeing B-17 verschonte.

## Biographie
Stigler kam aus einer Fliegerfamilie, sein Vater war ebenfalls Pilot und Beobachter im Ersten Weltkrieg. Er begann mit 12 Jahren mit dem Segelfliegen, wurde Berufspilot bei der Deutschen Luft Hansa und trat 1940 der Luftwaffe als Ausbilder bei. Einer seiner Schüler war Gerhard Barkhorn, der später über 300 Flugzeuge abschoss. Nach dem Tod seines Bruders August, der als Pilot beim Absturz seiner Ju 88 im August 1940 ums Leben kam, ließ sich Stigler zu einem Jagdverband versetzen und wurde Teil des Jagdgeschwaders 27, in dem er in Nordafrika und Europa unter anderem an der Seite von Hans-Joachim Marseille und Gustav Rödel diente. Kurz vor Kriegsende wurde Stigler zum Jagdverband 44 unter Adolf Galland versetzt, womit er einer der sehr wenigen Piloten war, die die Messerschmitt Me 262 flogen.
Insgesamt flog Stigler 487 Kampfeinsätze und schoss 29 Flugzeuge ab, während er selbst 17 Mal abgeschossen wurde – sechs Mal sprang er ab, und elf Mal konnte er seine beschädigte Messerschmitt landen. Nie ganz geklärt wurde, ob er zu der Gruppe von Piloten des II/JG 27 zählte, die während des Afrikafeldzugs falsche Abschussmeldungen abgaben. Vom 10. Juli 1942 bis zum 16. August 1942 gab Stigler mindestens 14 Abschüsse an, die in britischen Aufzeichnungen kaum oder gar nicht bestätigt sind.

## Begegnung mit der B-17 „Charlie“ Browns
Bekannt wurde Stigler Anfang der 1990er durch einen Vorfall im Dezember 1943 am Himmel über Norddeutschland, der von deutscher und alliierter Seite lange geheim gehalten wurde: Stigler traf mit seiner vollgetankten und aufmunitionierten Messerschmitt Bf 109 auf einen amerikanischen Bomber, der sich auf dem Rückflug nach England befand. Die B-17 war von deutschen Jägern fast flugunfähig geschossen worden, die Besatzung war großenteils verwundet, der Heckschütze tot. Stigler schoss die Maschine nicht ab, denn dies hätte seinem Ehrenkodex widersprochen. Er begleitete sie vielmehr sichernd über die deutschen Flakstellungen an der Nordseeküste hinweg bis über die Nordsee. Erst 1990 fanden die beiden Piloten Stigler und Charles „Charlie“ Brown zusammen, später auch die Mannschaft des amerikanischen Bombers. Die Männer und ihre Frauen verband fortan eine enge Freundschaft.
Im Jahr 2014 schrieb die schwedische Heavy-Metal-Band Sabaton einen Song in englischer Sprache über diesen Vorfall mit dem Titel „No Bullets Fly“.